# Megachile cheesmanae
Megachile cheesmanae là một loài Hymenoptera trong họ Megachilidae. Loài này được Michener mô tả khoa học năm 1965.